# Angulomastacator
Angulomastacator é um gênero de dinossauro da família Hadrosauridae,que viveu no período Cretáceo Superior nos Estados Unidos. Há uma única espécie descrita para o gênero Angulomastacator daviesi.